# Team Lotus
Lotus je nekdanje britansko moštvo Formule 1, eno najuspešnejših moštev v 60-tih in 70. letih 20. stoletja. Colin Chapman je ustanovil moštvo leta 1952, ki je v prvih letih sodelovalo v nižjih serijah, na dirkah za Veliko nagrado pa se je pojavilo prvič na Veliki nagradi Monaka 1958. Po sezoni sezoni 1994 je neslavno propadlo, po več letih borbe s premajhnim proračunom. Še vedno pa je četrto najuspešnejše moštvo v zgodovini Formule 1 s sedmimi konstruktorskimi naslovi (1963, 1965, 1968, 1970, 1972, 1973, 1978) in je eno od le štirih moštev, ki so zbrala več kot dva naslova. Ob tem so Lotusovi dirkači zbrali šest dirkaških naslovov (1963, 1965, 1968, 1970, 1972, 1978).

## Dirkači
* - osvojen vsaj en dirkaški naslov za Lotus
- *Graham Hill (1958 - 1959, 1967 - 1970)
- Cliff Allison (1958)
- Innes Ireland (1959 - 1963, 1965)
- Stirling Moss (1960 - 1961)
- *Jim Clark (1960 - 1968)
- Masten Gregory (1961 - 1963)
- *Jack Brabham (1962 - 1963)
- Dan Gurney (1962)
- Chris Amon (1963 - 1965)
- Joakim Bonnier (1969)
- *Jochen Rindt (1969 - 1970)
- *Emerson Fittipaldi (1970 - 1973)
- *Mario Andretti (1968 - 1969, 1976 - 1980)
- Nigel Mansell (1980 - 1984)
- Ayrton Senna (1985 - 1987)
- Johnny Dumfries (1986)
- *Nelson Piquet (1988 - 1989)
- Johnny Herbert (1990 - 1994)
- Mika Häkkinen (1991 - 1992)

## Popoln pregled rezultatov
- Glej Rezultati moštva Lotus v Formuli 1